# Empire of the Sun
För filmen med den engelska titeln "The Empire of the Sun", se "Solens rike".
Empire of the Sun är en australisk popduo som bildades 2008.  
Medlemmarna är Luke Steele från The Sleepy Jackson och Nick Littlemore från gruppen Pnau.
Deras första singel "Walking on a Dream", är också namnet på deras debutalbum från 2008. 